# Săuca (gmina)
Săuca – gmina w Rumunii, w okręgu Satu Mare. Obejmuje miejscowości Becheni, Cean, Chisău, Săuca i Silvaș. W 2011 roku liczyła 1376 mieszkańców.